# Ruinas de la Iglesia de San Olaf
Las Ruinas de la Iglesia de San Olaf (en noruego: Olavskirken ruin) consisten en una iglesia de piedra en ruinas construida antes de 1150 en el municipio de Bamble en el condado de Telemark, Noruega. La iglesia fue probablemente de unos cuatro pies más larga de lo que las ruinas sugieren, y en este caso, la iglesia de piedra más grande de Telemark en otros tiempos. Tenía una serie de características de construcción inusuales, incluyendo un lektorium y una habitación separada para los valores terrenales, lo que hoy se llama "Capilla de María". Probablemente la estructura fue la iglesia principal de Grenland, una especie de "iglesia de distrito" y por lo tanto tenía el estatus más alto de todas las iglesias de la zona.

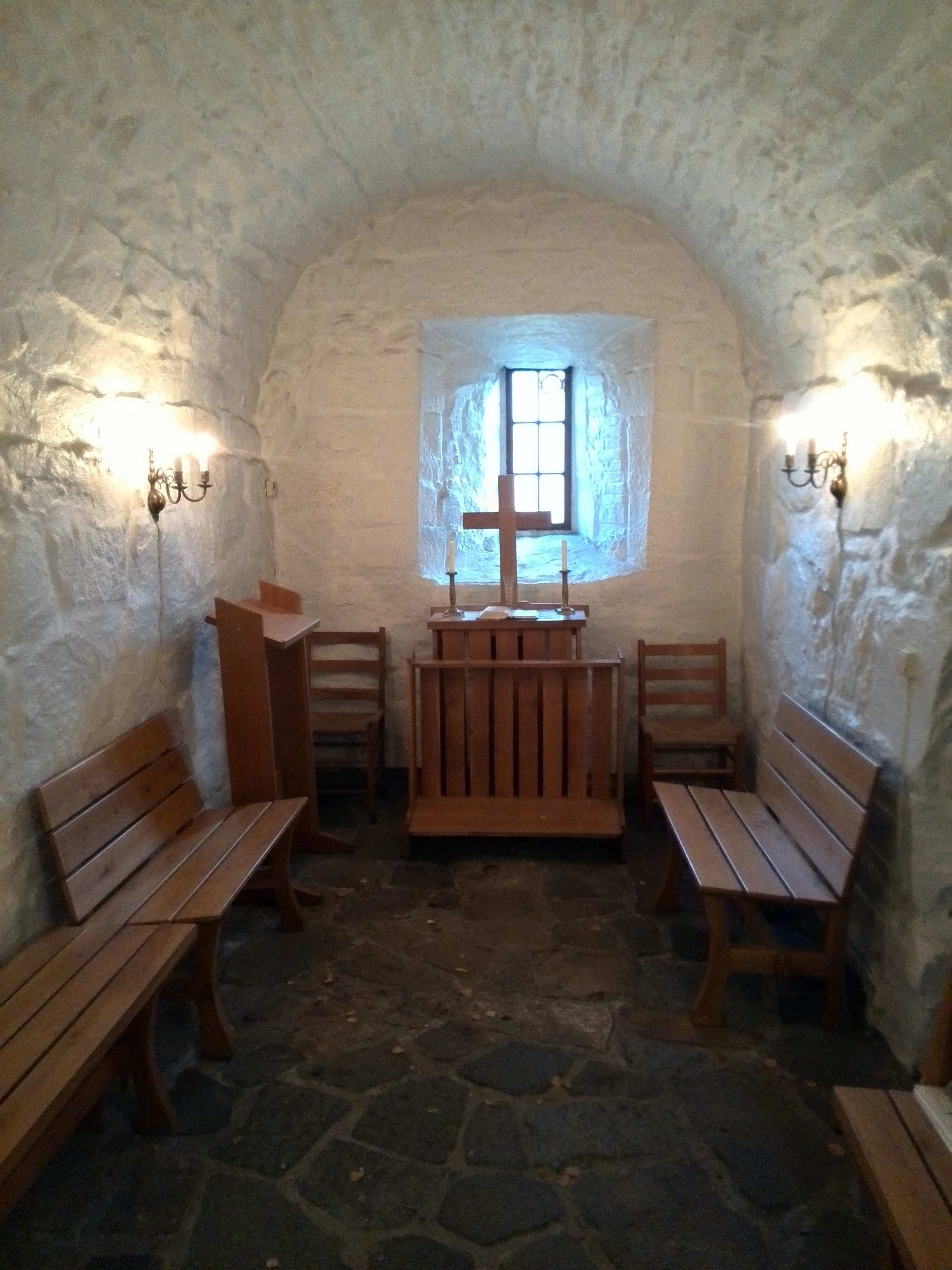
La Capilla de María